# Rose Bowl Stadium
Das Rose Bowl Stadium ist ein College-Football-Stadion in der US-amerikanischen Stadt Pasadena, Los Angeles County, im Bundesstaat Kalifornien. Es war fünfmal Austragungsort des Super Bowl – des Endspiels der National Football League (NFL). Es war auch ein Spielort bei der Fußball-Weltmeisterschaft 1994 und der Fußball-Weltmeisterschaft der Frauen 1999, einschließlich der Endspiele. Darüber hinaus findet im Rose Bowl Stadium jedes Jahr am 1. Januar das Rose Bowl Game im College-Football statt. Gegenwärtig bietet das weite Rund 92.542 Plätze für die Besucher.

## Geschichte

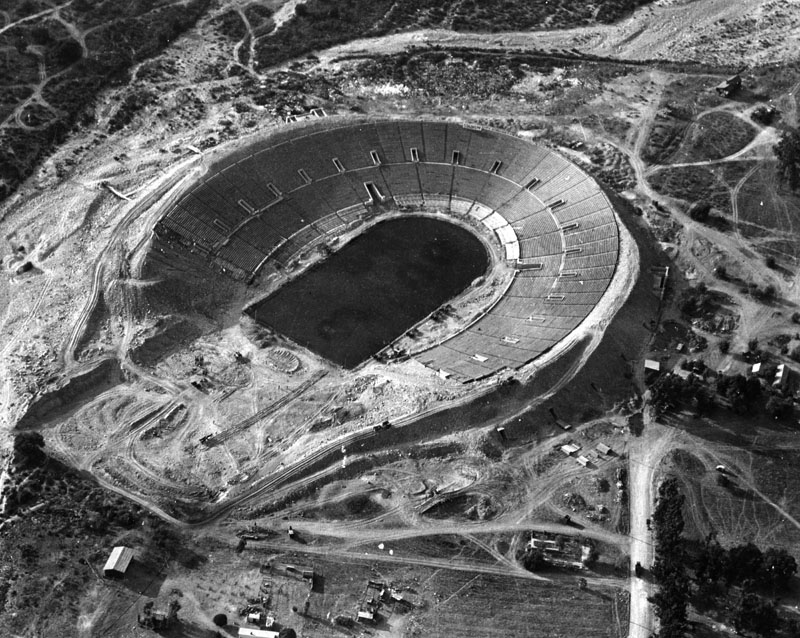
Das Rose Bowl Stadium in der Bauphase (1921)

Der Architekt Myron Hunt ließ sich 1921 vom Yale Bowl der Yale University in New Haven zum Bau dieser Spielstätte inspirieren. Die offizielle Eröffnung war am 1. Januar 1923, als dort die College-Footballteams Penn State und der USC aufeinandertrafen. Ursprünglich war die Anlage hufeisenförmig gebaut, aber über die folgenden Jahre wurde es zu seiner jetzigen Form erweitert. Die südlichen Tribünen wurden 1928 fertiggestellt, so dass das Stadion an allen Enden geschlossen war. Momentan verfügt das Stadion über 92.542 Zuschauerplätze und ist als National Historic Landmark eingestuft.
In den USA ist es vor allem bekannt, weil hier jedes Jahr im College Football um die bekannte Rose-Bowl-Trophy gekämpft wird. Dieses Spiel wird aufgrund seiner Tradition von vielen Amerikanern als „The Granddaddy of Them All“ bezeichnet. Seit 1982 ist das Stadion das Heimspielstätte für das Footballteam der UCLA Bruins. Gleiches galt auch für die LA Galaxy aus der Major League Soccer (MLS), die hier von ihrer Gründung 1996 bis 2003 spielten, bis sie in das Home Depot Center (heute: Dignity Health Sports Park), ein reines Fußballstadion, umzogen.
Allerdings war die „Rose Bowl“ auch schon Schauplatz für viele andere sportliche Großereignisse. So fanden hier z. B. Bahnradwettbewerbe bei den Olympischen Sommerspielen 1932 und Fußballspiele der Olympischen Sommerspiele 1984 statt. Für die Sommerspiele 1932 wurde in das „Rose Bowl“ eine Radrennbahn eingebaut.

### Super Bowl
Allein fünfmal wurde hier der Super Bowl, das Endspiel der National Football League (NFL), ausgetragen.
- Super Bowl XI (1977): Oakland Raiders – Minnesota Vikings 32:14
- Super Bowl XIV (1980): Los Angeles Rams – Pittsburgh Steelers 19:31
- Super Bowl XVII (1983): Miami Dolphins – Washington Redskins 17:27
- Super Bowl XXI (1987): Denver Broncos – New York Giants 20:39
- Super Bowl XXVII (1993): Buffalo Bills – Dallas Cowboys 17:52

### Spiele der Fußball-WM 1994 im Rose Bowl
Während der Fußball-Weltmeisterschaft 1994 fanden hier acht Spiele statt.
- 18. Juni 1994; Gruppe A:  Kolumbien –  Rumänien 1:3 (1:2)
- 19. Juni 1994, Gruppe B:  Kamerun –  Schweden 2:2 (1:1)
- 22. Juni 1994, Gruppe A:  Vereinigte Staaten –  Kolumbien 2:1 (1:0)
- 26. Juni 1994, Gruppe A:  Vereinigte Staaten –  Rumänien 0:1 (0:1)
- 03. Juli 1994, Achtelfinale:  Rumänien –  Argentinien 3:2 (2:1)
- 13. Juli 1994, Halbfinale:  Schweden –  Brasilien 0:1 (0:0)
- 16. Juli 1994, Spiel um Platz 3:  Schweden –  Bulgarien 4:0 (4:0)
- 17. Juli 1994, Finale:  Brasilien –  Italien 0:0 n. V., 3:2 i. E.

### Spiele der Fußball-WM der Frauen 1999 im Rose Bowl
Auch während der Fußball-Weltmeisterschaft der Frauen 1999 wurden hier vier Partien, inklusive des Finales, ausgetragen. Damit ist das „Rose Bowl“ in dem Sinne einzigartig, dass es neben dem mittlerweile abgerissenen Råsundastadion in Solna die einzige Spielstätte ist, die sowohl ein Fußball-WM-Finale der Männer als auch der Frauen ausgerichtet hat. Das Endspiel der Fußball-Weltmeisterschaft der Frauen 1999 war bis 2022 mit 90.185 Zuschauern Rekordhalter bei Veranstaltungen in einer Frauensportart.
- 20. Juni 1999, Gruppe B:  Deutschland –  Italien 1:1 (0:1)
- 20. Juni 1999, Gruppe A:  Nordkorea –  Nigeria 1:2 (0:0)
- 10. Juli 1999, Spiel um Platz 3:  Brasilien –  Norwegen 0:0, 5:4 i. E.
- 11. Juli 1999, Endspiel:  Vereinigte Staaten –  Volksrepublik China 0:0 n. V., 5:4 i. E.

### Konzerte
Das Rose Bowl Stadium wurde wiederholt für Konzerte verschiedener Bands genutzt. So beendete die britische Popgruppe Depeche Mode am 18. Juni 1988 ihre „Music for the Masses“-Welttournee mit einem Auftritt vor über 60.000 Zuschauern im ausverkauften Rose Bowl. Der Mitschnitt des Konzerts wurde als Doppellive-Album sowie VHS und DVD (alle mit dem Titel 101) veröffentlicht. Im Oktober 2009 spielte die irische Rockband U2 im ausverkauften Rose Bowl. Das Konzert wurde aufgezeichnet und im Juni 2010 auf DVD und Blu-Ray mit dem Titel U2 – 360° at the Rose Bowl veröffentlicht.

### Denkmalschutz
Das Rose Bowl Stadium wurde am 27. Februar 1987 als Baudenkmal in das National Register of Historic Places aufgenommen. Seit diesem Tag hat das Stadion auch den Status einer National Historic Landmark.

## Momentane Situation
Wie viele andere sehr auf Football ausgerichtete Stadien in den USA, die noch in öffentlicher Hand sind, erwirtschaftet das Stadion Jahr für Jahr Verluste. Somit ist für das Stadion nicht viel Geld vorhanden, so dass am Stadion keine Verbesserungen (z. B. Installation neuer Sitze, Einführung einer neuen Videowand, Installation von neuen Flutlichtern, Einbau von Logen oder Schaffung einer größeren Anzahl an Ausgängen) vorgenommen werden können, die es in eine moderne Arena verwandeln könnten. Die Kosten hierfür lägen zwischen 250 und 300 Millionen US-Dollar. Allerdings ist die Zukunft des Stadions trotzdem gesichert, da das Rose-Bowl-Tournament hier stattfindet und auch die UCLA Bruins mindestens bis 2023 hier spielen.

## Galerie

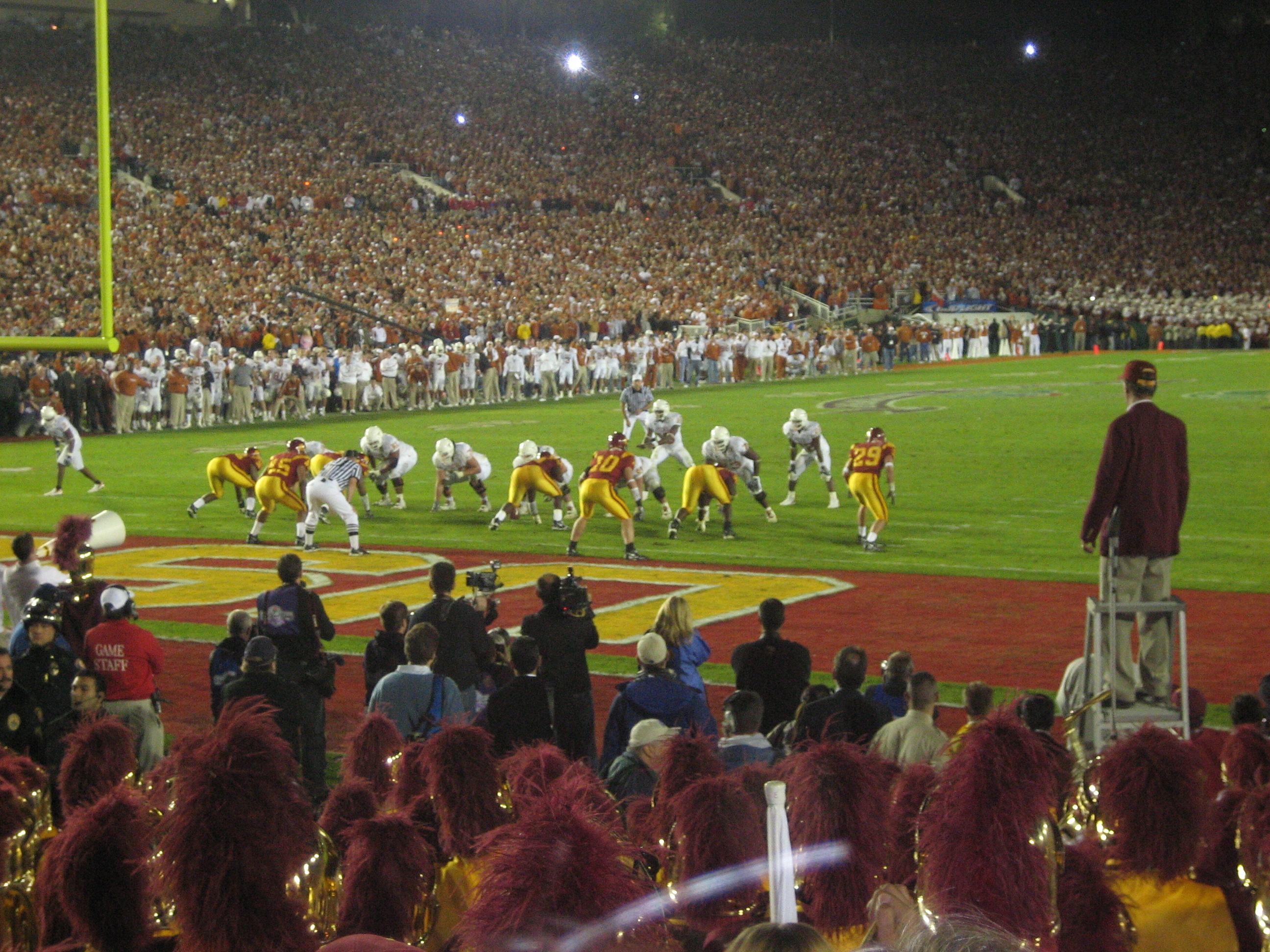
Szene aus dem Rose Bowl Game 2006
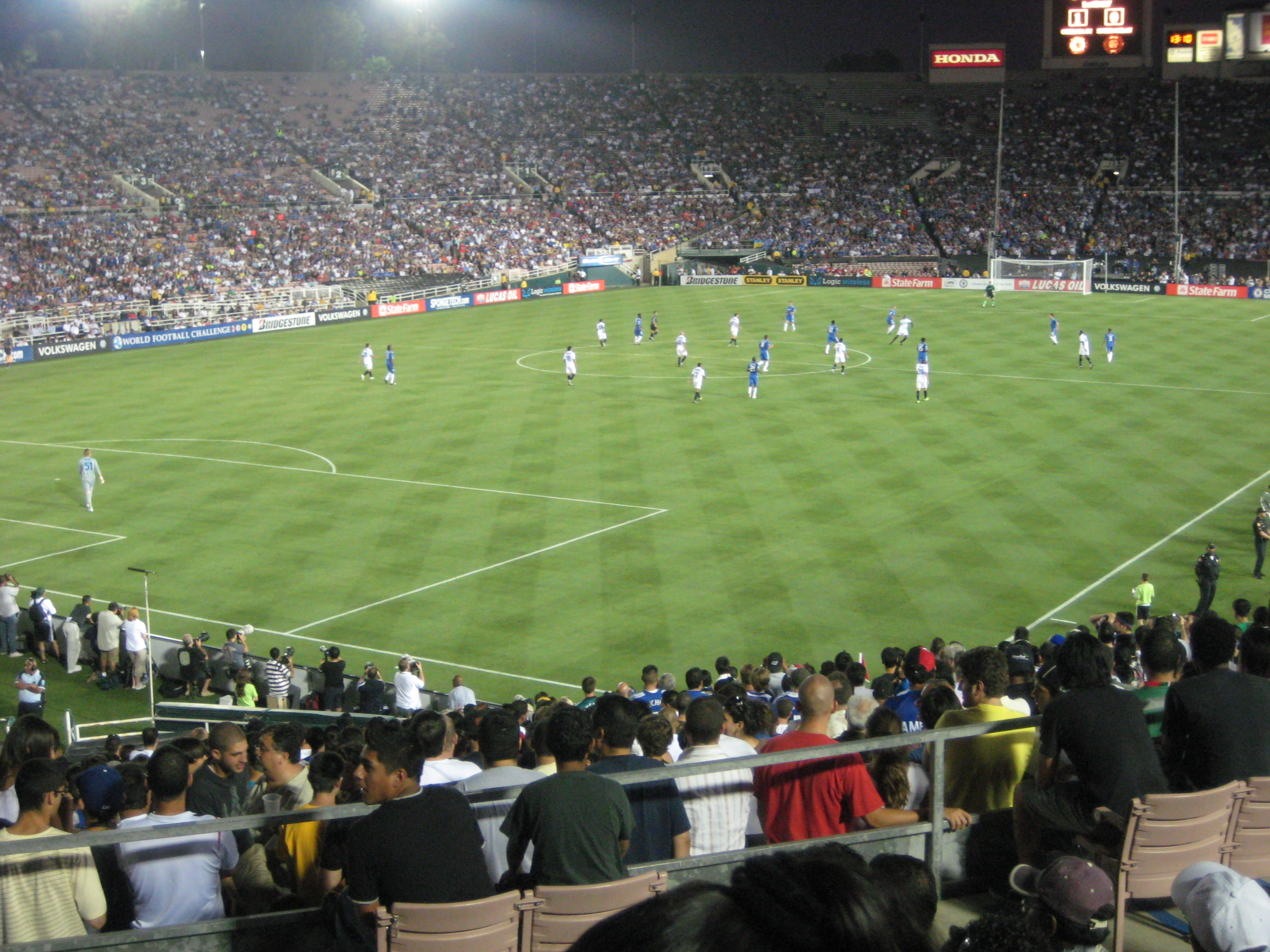
Inter Mailand gegen den FC Chelsea im Rose Bowl (2009)